# Филиппов, Александр Данилович
Александр Данилович Филиппов — советский хозяйственный, государственный и политический деятель, Герой Социалистического Труда.

## Биография
Родился в 1908 году в Каратузском районе. Член КПСС.
С 1928 года — на хозяйственной, общественной и политической работе. В 1928—1963 гг. — сельскохозяйственный рабочий, в РККА, организатор и председатель колхоза, участник Великой Отечественной войны, заместитель политрука 1-го стрелкового полка 33-й Армии, председатель колхоза имени Димитрова Каратузского района Красноярского края.
Указом Президиума Верховного Совета СССР от 11 января 1957 года присвоено звание Героя Социалистического Труда с вручением ордена Ленина и золотой медали «Серп и Молот».
Избирался депутатом Верховного Совета РСФСР 5-го созыва. Делегат XX и XXI съездов КПСС.
Умер после 1963 года.